# Rocca Cigliè
Rocca Cigliè (piemontiul: Ròca Sijé) település Olaszországban, Piemont régióban, Cuneo megyében. Lakosainak száma 122 fő (2023. január 1.). Rocca Cigliè Castellino Tanaro, Cigliè, Clavesana, Marsaglia és Niella Tanaro községekkel határos.

## Népesség
A település lakossága az elmúlt években az alábbi módon változott:
| Lakosok száma | 139  | 134  | 122  |
|               | 2017 | 2018 | 2023 |